# Джеф Милс
Джеф Милс (на английски: Jeff Mills) е американски DJ.

## Биография
Джеф Милс е роден на 18 юни 1963 г. в Детройт, САЩ. Започва кариерата си като диджей през 1987. Две години по-късно започва да твори собствена музика. Известно време е бил диджей за Детройт радиото WDET като в същото време учи архитектура. По-късно основава лейбъла Underground Resistance заедно с Майк „Лудия Майк“ Банкс през 1990, а през 1992 неофициално напуска, за да основе основния лейбъл AXIS, базиран в Чикаго. С идеята да представя малко по-различна музика, през 1996 г. Милс основава лейбъла Purpose Maker.
За Джеф Милс се знае, че смесва между 30 и 50 парчета в рамките на един час. Избира най-добрите моменти – между 0:30 и 1:30 като продължителност от всяко. Според него, за да е диджей, човек трябва да слуша и познава много добре нещата, които е избрал за колекцията си. В някои интервюта, той споделя, че не се смята за диджей. Описва сетовете си като наслагване на няколко слоя луупове един върху друг, с идеята да се получи парче, което не започва и не завършва. Джеф Милс влага доста теория в собствените си творения. Автор е на излезлия през 2000 г. саундтрак към филма на Фриц Ланг – „Метрополис“.

## Дискография
- Албуми:
  - Waveform Transmission – Volume 1 (1992 г.)
  - Waveform Transmission – Volume 3 (1994 г.)
  - Live at the Liquid Room (1996 г.)
  - The other Day (1997 г.)
  - Purpose Maker Compilation (2000 г.)
  - Exhibitionist (2004 г.)
  - The Three Ages (2005 г.)

- Axis:
  - AX-001 – Tranquilizer (Mills & Hood)
  - AX-004 – Mecca
  - AX-006 – More Drama
  - AX-008 – Cycle 30
  - AX-009 – AX-009 Series
  - AX-010 – Growth
  - AX-011 – Purpose Maker
  - AX-012 – Humana
  - AX-015 – Other Day EP
  - AX-016 – Very
  - AX-018 – Tomorrow EP
  - AX-019 – Apollo
  - AX-020 – Every Dog has its Day
  - AX-021 – Lifelike EP
  - AX-022 – Metropolis
  - AX-023 – Every Dog has its Day Vol. 2
  - AX-024 – UFO / 4 Art
  - AX-026 – Every Dog has its Day Vol. 3
  - AX-030 – Every Dog has its Day Vol. 4
  - AX-036 – See the Light Part 1
  - AX-037 – See the Light Part 2
  - AX-038 – See the Light Part 3
  - AX-040 – The Tomorrow Time Forgot

- Purpose Maker:
  - PM-001 – Java
  - PM-002 – Kat Moda
  - PM-003 – Force Universelle
  - PM-004 – Our Man in Havanna
  - PM-005 – Steampit
  - PM-006 – Vanishing Act
  - PM-007 – Live Series
  - PM-008 – Skin Deep
  - PM-009 – If/Tango
  - PM-010 – Circus
  - PM-012 – Jetset
  - PM-014 – Electrical Experience
  - PM-015 – Divine

- Tomorrow:
  - TW-001 – Preview EP
  - TW-300 – Sculptures 1 – 3 CD
  - TW-400 – Europa CD
  - TW-800 – Time Machines CD

- 6277:
  - Mission-01 – Elektrabel EP
  - Mission-02 – Du Commencement
  - Mission-03 – Crocks EP

- Tresor Records
  - Waveform Transmission Vol. 1
  - The Extremist
  - Waveform Transmission Vol. 3
  - Waveform Transmission Vol. 3 (Detroit Cut)
  - Atlantis (under moniker X-103)